# La Presa, Kalifornien
La Presa är en ort (CDP) i San Diego County, i delstaten Kalifornien, USA. Enligt United States Census Bureau har orten en folkmängd på 34 169 invånare (2010) och en landarea på 14,2 km².